# Nicolas Léonard Sadi Carnot
Nicolas Léonard Sadi Carnot (Párizs, 1796. június 1. – Párizs, 1832. augusztus 24.) francia fizikus, matematikus és mérnök. Az 1824-ben megjelent, Elmélkedések a tűz mozgató erejéről című munkájában Carnot átfogóan tanulmányozta a hőerőgépeket és bevezette az úgynevezett Carnot-körfolyamatot, amellyel lefektette a termodinamika második főtételének alapjait. Őt tekintik a világ első termodinamikusának.

## Élete
Sadi Carnot Párizsban született a neves katonai vezető, Lazare Nicolas Marguerite Carnot fiaként és Hyppolyte Carnot bátyjaként; ő volt Franciaország későbbi elnökének, Marie François Sadi Carnot-nak a nagybátyja. A Sadi nevet apja a sirázi perzsa költő, Saadi után adta neki. 
1812-ben, amikor Carnot 16 éves volt, beiratkozott az École polytechnique-re. Társaival, Claude-Louis Navier-vel és Gaspard-Gustave de Coriolis-szal olyan professzorok tanították, mint Joseph Louis Gay-Lussac, Siméon Denis Poisson és André-Marie Ampère.

## Emlékezete
- 2020-ban Elmélkedések a tűz mozgatóerejéről, avagy Sadi Carnot álma címen jelent meg Bán Zsófia Sadi Carnotról szóló novellája a Jelenkor folyóiratban.